# Exposición Centroamericana
L‘Exposición Centroamericana (Exposition centraméricaine) est une exposition industrielle et culturelle qui a lieu à Guatemala en 1897.
Approuvée par l'Assemblée nationale le 8 mars 1894 par le décret 253 et grâce à la volonté du président José María Reina Barrios, l'idée de l'exposition émerge à un moment où le cours mondiaux du café, seule exportation du Guatemala à cette époque, et du diamant sont élevés. Le principal but de l'exposition est de faire la promotion du chemin de fer du Nord du Guatemala entre Iztapa sur le littoral Pacifique jusqu'à Puerto Barrios sur l'Atlantique, un projet ayant débuté en 1897 et nécessitant davantage de fonds. Malgré l'exposition, le projet demeure incomplet entre autres en raison d'une chute importante des prix internationaux du café et du diamant. Cette chute, combiné aux coûts des nombreux bâtiments construit pour l'Exposition, contribuèrent à plonger l'économie guatémaltèque dans une crise économique profonde. Ultimement, l'Exposición Centroamericana s'avère être un échec contribuant à des rébellions dans l'est du pays et à l'assassinat du président Reina Barrios le 8 février 1898.
La plupart des bâtiments utilisés durant l'Exposition sont détruits lors des séismes de 1917 qui secoue le pays.

## Motivation
Inspiré par l'Exposition universelle de 1889 de Paris, le décret officiel du gouvernement explique que « grâce à la paix bénéfique que le pays a atteint, il est temps pour le Guatemala de montrer ses avancées dans l'agriculture et les travaux issus de l'intelligence et de l'ingéniosité de nos compatriotes dans une Exposition qui sera une foire de la paix où le Guatemala illustrera ses plus grandes réalisations ».
L'Exposition est prévue pour ouvrir au public le 15 mars 1897 et sera présente sur le Boulevard du 30 de junio qui est alors en construction à Guatemala. Elle prend place dans dix-sept bâtiments de taille variable.

## Buts

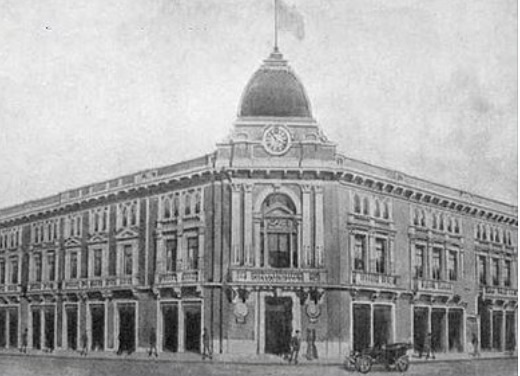
Hotel Exposición, ouvert en 1896.

Les buts de cette exposition, selon le gouvernement guatémaltèque, sont les suivants :
- Apprendre des techniques alors inconnues
- Améliorer les techniques déjà connues
- Partager les biens et denrées produits au Guatemala
- Éveiller et stimuler le travail manuel
- Resserrer la fraternité universelle
- Mettre en valeur le Guatemala

Puisque la vaste majorité des visiteurs d'Europe et d'Amérique du Nord transitent par les ports de la mer des Caraïbes, Reina Barrios insiste pour que la construction du chemin de fer du Nord vers le Pacifique soit complétée à temps pour l'ouverture de l'Exposition. Bien qu'il demeure vital pour le succès de celle-ci, il s'avèrerait également un lien majeur pour le transport des marchandises et des passagers à travers le pays. Ce lien permettra aussi un moyen de communication interocéanique pour les pays nord-américains à un moment où le canal de Panama n'est toujours pas complété.

## Situation économique guatémaltèque en 1897
En mars 1897, au moment de l'ouverture de l'Exposition, le magazine culturel La Ilustración Guatemalteca publie une analyse détaillée de l'économie. À ce moment, les banques percevaient la mauvaise situation et tentent de la corriger en imprimant de nouveau bons, mais ceci contribua à provoquer une panique financière chez les citoyens. Cette panique est combinée à une hausse des taux d'intérêt et à la concession du gouvernement aux banques qui leur permettaient d'imprimer plus de papier-monnaie.
À un certain moment, l'émission d'obligations publiques n'a pas contribué à améliorer la situation et elles commencèrent même à voir leur valeur diminuer. De juin 1896 à février 1897, les obligations liées à l'exposition sont passées de 90 à 40 $ et celle du chemin de fer du Nord de 80 à 32 $. Les obligations perdirent tellement de valeur que plusieurs détenteurs, essentiellement de la classes moyennes, ont été forcés de les vendre pour survivre.
La Ilustración Guatemalteca rapporte même, en mars 1897, une paralysie commerciale en raison du manque de liquidité financière. Les causes de cette problématique ont été imputées au soutien du gouvernement de Reine Barrios aux projets onéreux d'embellissement de la capitale Guatemala, à celui d'un projet d'aqueduc à Acatán et aux millions destinées à l'Exposition. L'ensemble de ces projets n'ayant pas été finançable par l'économie réelle du pays, le gouvernement tenta de trouver des investisseurs privés afin d'avoir de trouver des fonds et finit par se tourner vers la population. Après un abus du recours aux crédits et à la spéculation, l'administration a été forcée de recourir à de difficiles mesures d'austérité afin d'empêcher la faillite du pays.
Le manque de diversité dans les productions du pays, essentiellement liées à la culture du café, frappa de plein fouet les finances du pays lorsque le prix mondial du café commença à s'écrouler.

## Pavillons

### Costa Rica

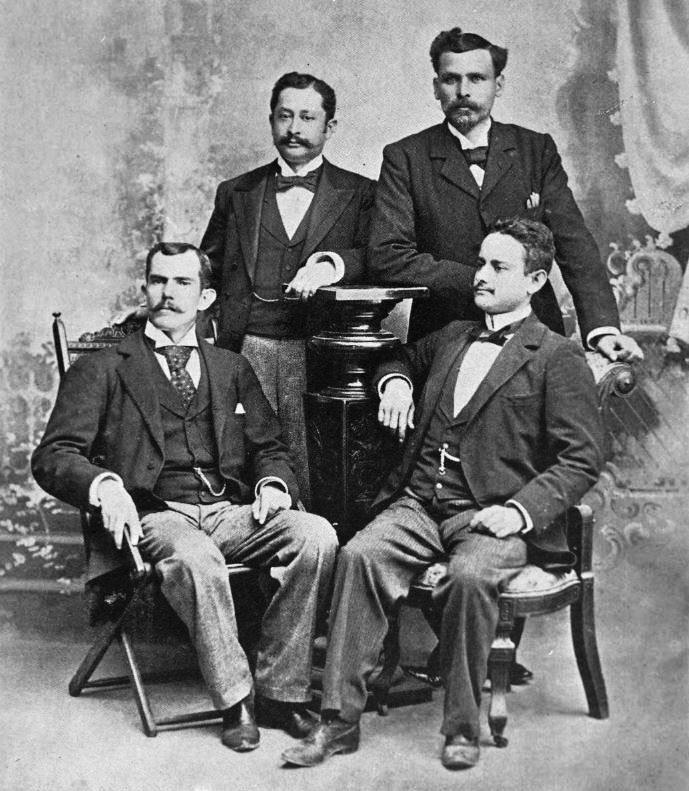
Délégation du Costa Rica durant l'Exposition centraméricaine de 1897. De gauche à droite: Carlos Bolio Tinoco, Luis Loria, Genero Castro et Anastasio Alfaro.

Le Costa Rica a été représenté par quatre délégations de membres dirigées par Luis Loria qui était responsable du système éducatif du pays. Avec sa gouverne, le Costa Rica possédait, pour une population de 250 000 habitants, un réseau de 366 écoles publiques.
Anastasio Alfaro, directeur du Musée national de San José, était responsable de l'exposition sur la Zoologie. Alfaro avait aussi été chargé des pavillons costaricains lors des Exposition à Madrid et à Chicago. Carlos Bolio Tinoco servait de président de la délégation, ainsi qu'en tant que gouverneur de San José durant la même période.

### L'Imperieuseet la Royal British Navy
Le Royaume-Uni envoie l'amiral Leger Bury Palliser afin de représenter la couronne britannique auprès du gouvernement guatémaltèque. La délégation britannique organisa un grand bal au Club Guatemalteco. Stanley MacNider, chargé des installations télégraphiques au Guatemala, le consul J. Frederick Roberts, ainsi que le second consul Carlos Fleischmann sont chargés d'organiser les festivités.

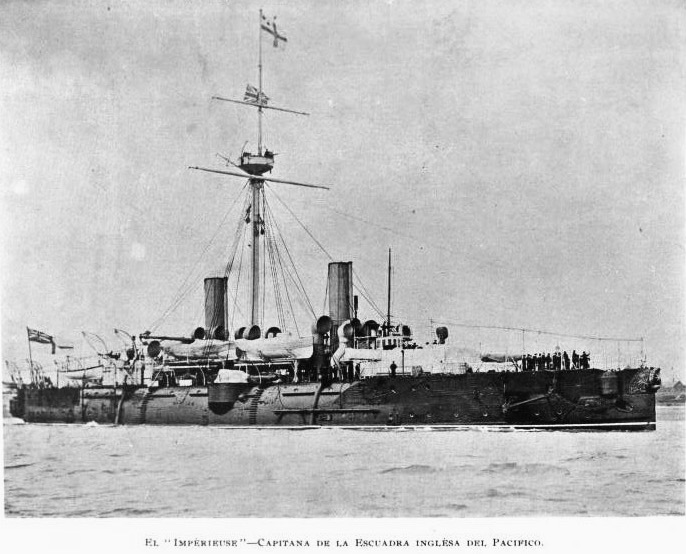
Navire Imperieuse de la Royal British Navy. Visite le Guatemala en 1897 en tant qu'ambassadeur de bonne volonté du Royaume-Uni.
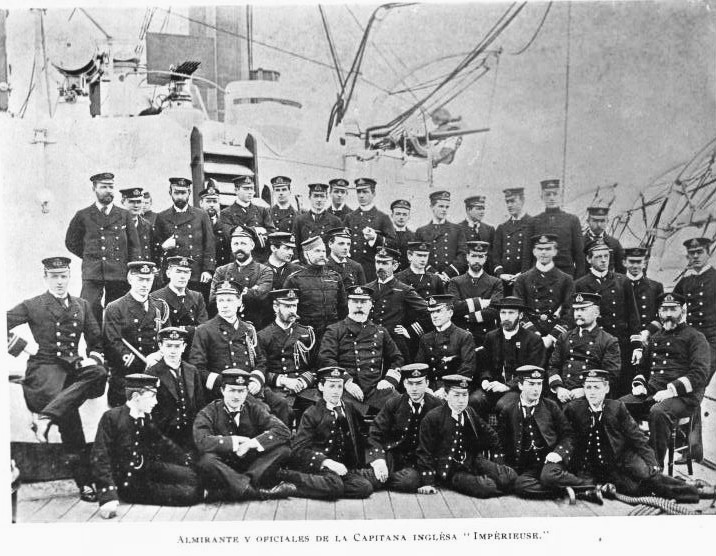
Équipage de l'Imperieuse durant la visite au Guatemala.

### Allemagne et Suisse
L'Allemagne et la Suisse partagèrent le même pavillon dans le bâtiment Krupp qui avait déjà été utilisé à Chicago et réassemblé par Oscar von Polstchick. Parmi les produits allemands exposés figurent la dynamite et des explosifs de Sprengstoff Gesellschaft Kosmos par l'intermédiaire de E. Ascoli y Co. Les Allemands exposent également des produits chimiques, de l'eau de Cologne par Johann Marie Farina  (récipiendaire d'un prix) et de la bière. Enfin, des variétés de papiers, de cartons pour libraires et imprimeurs, ainsi que des montres figurent parmi les objets exposés.

### Belgique
Le pavillon belge expose une artillerie imposante représentée sous le nom de la Cartoucherie Belge. Une usine de zinc, une verrerie, une entreprise de lingerie bruxelloise et des entreprises de médailles en bronze, de trophées, de sculptures, de lampes ainsi que de produits textiles en laine sont également exposées.

### Autres pavillons
Le 15 mai, les journaux rapportent que les pavillons du Honduras, du Salvador et du Nicaragua ne seront pas ouvert à temps en raison d'un conflit d'horaire du cargo chargé de les transporter. De plus, ils rapportèrent également que l'Argentine ne participera pas l'exposition en raison de procédures diplomatiques remplies incorrectement.
Le Dr. Ramón Salazar, éditeur et journaliste du La Ilustración Guatemalteca, présente un kiosque de littérature et de présentation de pièces historiques. Il expose le premier journal imprimé au Guatemala en 1729, la La Gazeta de Goathemala; Diario de Guatemala, le premier journal d'Amérique centrale et la La Sociedad Económica, premier journal commercial. Enfin, il présente aussi plusieurs publications de vieux couvents franciscains.

### Cérémonie de clôture
Le chemin de fer du Nord du Guatemala n'étant pas complété à temps pour l'Exposition, alors que 90 miles de rails vers la ville de Guatemala étaient toujours manquants et représentaient la partie la plus difficile à travers les montagnes vers El Rancho, ceci entraîna l'affluence de peu de Guatémaltèques et de visiteurs étrangers. Durant les 4 mois que dura l'Exposition, environ 40 000 visiteurs ont parcouru le site. Le 1er septembre 1897, il fut indéniable que l'Exposition était un échec complet.
Aucun des buts de l'exposition n'a été accomplis, car l'exposition n'a pas contribué à l'immigration au Guatemala et n'a pas entrainé les investissements étrangers pour le développement de l'industrie du pays.

## Conséquences

### Pour le pays
L'échec de l'Exposition fut dévastatrice pour l'économie du pays:
1. Très peu d'investissements de capitaux étrangers, espoir de Reina Barrios pour l'économie national, ne permis pas au Guatemala d'avoir suffisamment de fonds pour rembourser son imposante dette en partie issue d'importants projets d'infrastructures.
2. Lorsque Reina Barrios tenta de prolonger son mandat présidentiel, une rébellion éclata à Chiquimula et une autre à Quetzaltenango à laquelle participa Próspero Morales ancien ministre des Infrastructures. Durant ses rébellions, Reina Barrios est assassiné par Edgar Zollinger, un citoyen britannique, le 8 février 1898[3].
3. La grande dette contractée avec des banques britanniques força Manuel Estrada Cabrera, successeur de Reina Barrios, a rechercher une aide économique et militaire auprès des États-Unis afin, entre autres, d'éviter les risques d'une invasion britannique pour se faire rembourser.
4. Le chemin de fer du Nord ne sera complété qu'en 1908 avec l'aide de la concession de cette ligne à la United Fruit Company (UFCO). Malheureusement, durant la même période, cette ligne n'était plus aussi névralgique, car la États-Unis, ayant défait l'Espagne et discuter avec le Nicaragua et la Colombie, choisisse cette dernière pour la construction d'un canal interocéanique. Ceci entraîna la séparation du Panama et l'apparition de son canal[3].

### Pour d'autres participants
Dans ses mémoires, l'ambassadeur et auteur mexicain Frederico Gamboa raconte que le sculpteur espagnol Justo de Gandarias était toujours coincés au Guatemala deux ans après l'échec de l'Exposition, car son gouvernement de l'avait pas payé pour ses services.